# Otto Nüsslin
Otto Nüsslin  (auch Nüßlin) (* 26. Oktober 1850 in Karlsruhe; † 2. Januar 1915 in Baden-Baden) war ein deutscher Zoologe und Forstwissenschaftler.

## Leben
Bevor Otto Nüsslin Naturwissenschaften studierte, arbeitete er als Praktikant in der Forstwirtschaft. Nach dem Studium wurde er Mitarbeiter der Forstwissenschaftler Bernard Altum und Robert Hartig an der Forstakademie Eberswalde. 1880 begründete Nüsslin den Lehrstuhl für Zoologie und Forstzoologie an der TH Karlsruhe und war dort bis 1914 als Professor tätig. Er trug den Titel Geheimer Hofrat.
Zu Nüsslins Hauptforschungsfeld zählte die Untersuchung von Forstschädlingen, wie den Borkenkäfern, über die er 1882 die Arbeit Über normale Schwaermzeiten und über Generationsdauer der Borkenkaefer verfasste. 1905 erschien sein Werk Leitfaden der Forstinsektenkunde, in dem er die schädlichen Waldinsekten beschrieb und Hinweise zu ihrer Bekämpfung gab.
Otto Nüsslin beschrieb darüber hinaus drei Renken der Schweizer Seen wissenschaftlich – den Gangfisch, das Albeli und den Blaalig. Nachdem Victor Fatio 1885 den Gangfisch als Unterart des Férits Coregonus restrictus nusslinii klassifizierte, veröffentlichte Nüsslin 1903 die Arbeit Die Schweizer Coregonenspecies. Eine Erwiderung auf Dr. V. Fatios „Deux mots à propos du Coregonus macrophthalmus de Nüsslin“, in der er Fatios Systematik revidierte und dem Gangfisch den Artstatus zurückgab.
Nüsslin war seit 1870 Mitglied des Corps Hubertia Freiburg.
Nach Otto Nüsslin sind unter anderem folgende Taxa benannt: Henneguya nuesslini (eine Fischparasitenart), Adelges – Synonyme: Chermes und Dreyfusia – nuesslini (eine Pflanzenlausart), Bursaphelenchus nuesslini (eine Fadenwurmart) und Kissophagus nuesslini (eine Borkenkäferart).

## Schriften (Auswahl)
- Beiträge zur Anatomie und Physiologie der Pulmonaten, 1879
- Über normale Schwärmzeiten und über Generationsdauer der Borkenkäfer. Allgemeine Forst- und Jagdzeitung LVIII, 1882
- Artberechtigung des Gangfisches, 1903
- Die Schweizer Coregonenspecies. Eine Erwiderung auf Dr. V. Fatios "Deux mots à propos du Coregonus macrophthalmus de Nüsslin.", 1903
- Leitfaden der Forstinsektenkunde, 1905
- Die Larven der Gattung Coregonus, ihre Beziehungen zur Biologie, und ihre systematische Bedeutung, 1908